# MARA 200
El Mara es un sistema de armas portátil diseñado por el CITEFA argentino para dotar a las unidades de infantería pequeñas con un lanzacohetes antitanque.
Se trata de un tubo liviano y compacto, de operación sencilla. Durante su diseño se priorizaron que el adiestramiento para su empleo fuera simple, que contara con una elevada capacidad de penetración de blindajes y una gran precisión.

## Historia
Los lanzacohetes han revolucionado las tácticas de combate de unidades pequeñas, dotando a éstas de una potencia de fuego instantánea, de bajo costo y capaz de batir blancos muy redituables. Los lanzacohetes, además de los cohetes antitanque, pueden lanzar cohetes antipersona muy efectivos. Su empleo ha sido redescubierto en la guerra asimétrica, pues son armas sencillas de ocultar y transportar.
El Ejército Argentino (EA), evaluó en el marco de su FROT (Ficha de Requerimiento Operacional Técnico) Nro. 03/03 que “...la capacidad antitanque constituye un componente fundamental del poder de combate de una unidad, y cobra mayor relevancia en las unidades que realizan combate cercano, fundamentalmente las unidades de infantería de todo tipo, de caballería ligera, de exploración y de elementos TOE (Tropas de operaciones especiales)”.
Por ello, programa de adquisiciones previsto en el Plan Director Estratégico de Reequipamiento y Modernización de la Fuerza planteó el requerimiento de un nuevo sistema antitanque de muy corto alcance de construcción nacional (tipo AT-4 o similar), capaz de reemplazar a sistemas antitanques obsoletos con que cuenta el Ejército (principalmente, los sistemas Instalaza C-90 y las granadas de fusil PDEF-40. Se solicitaba que el nuevo material:
- Incluyera tecnologías sencillas y de fácil obtención.
- Incorporara capacidades de Investigación y Desarrollo (I&D)/Producción disponibles en el país, sin necesidad de grandes inversiones canalizadas a través del CITEFA y la Dirección General de Fabricaciones Militares).
- Tuviera un bajo costo frente a sistemas extranjeros de similares prestaciones.
- Estableciera una razonable relación precio/calidad/confiabilidad.
- Permitan dotar de capacidad antitanque hasta el nivel Grupo de Tiradores.

El sistema Mara fue iniciado a finales de la década de 1990 por la DGFM. El proyecto evolucionó de tal manera, que se adaptó a las nuevas necesidades y requerimientos planteados. 
El 10 de febrero de 2005 se llevaron a cabo sus primeras evaluaciones operativas en las instalaciones de Fabricaciones Militares "Fray Luis Beltrán", en el cual se comprobó las excelentes características de precisión y rusticidad del lanzador, batiendo blancos y comprobando su seguridad de empleo.

## Características técnicas
El Mara consiste en un tubo lanzador totalmente autónomo de 70 cm de longitud, desplegable hasta 1 metro y de calibre 78 mm. El lanzador pesa unos 4,2 kg, está construido en fibra de vidrio y está dotado de elementos de puntería. Puede ser reutilizado hasta cinco veces en el caso de utilizar munición inerte de adiestramiento, y es descartable en el caso de la munición de guerra.
Emplea un sistema de disparo de tipo mecánico-pirotécnico, que enciende un cohete estabilizado por aletas. El cohete impulsa el proyectil a unos 170 metros por segundo. El mismo es capaz de perforar un blindaje de acero de 300 mm de espesor, con gran precisión (puede hacer impacto en un blanco de 1m² a 200 metros de distancia).
Es una información errónea que este cohete sea de CITEFA. Su desarrollo pertenece a Fabricaciones Militares, especialmente a la Fábrica Militar Fray Luis Beltrán. CITEFA proporcionó —sólo en la etapa inicial del desarrollo— el motor cohete, que luego se fabricaba en la Fábrica Militar Villa María.[cita requerida]